# Louis Turenne
Louis Turenne (Montreal, 26 de novembro de 1933) é um ator canadense de cinema e televisão.[carece de fontes?]

## Biografia
De ascendência franco-canadense, a sua carreira tem mais de vinte anos.
Em anos recentes, Turenne ficou conhecido por seu trabalho na série de televisão de ficção científica Babylon 5, em que representou o minbari Draal no episódio duplo da primeira temporada, A Voice in the Wilderness. Posteriormente, os produtores o utilizaram no papel do Irmão Theo, o líder de um grupo de monges católicos romanos que foram viver na estação.

## Filmografia
- Hellraiser: Bloodline (1996)[carece de fontes?]
- Major League II (1994)[carece de fontes?]
- The Postman Always Rings Twice (1981)[carece de fontes?]